# Тартаковский, Борис Нусимович
Бори́с Ну́симович Тартако́вский (5 октября 1926, Днепропетровск — 20 апреля 1981, Днепропетровск) — советский учёный в области горного дела, горный инженер, доктор технических наук (1967), профессор (1969). Дважды лауреат Государственной премии УССР в области науки и техники (1972, 1983).

## Биография
Родился 5 октября 1926 года в городе Днепропетровске.
В 1950 году окончил Днепропетровский горный институт. Член КПСС с 1955 года.
В 1950—1956 годах — начальник участка, начальник разреза треста «Коркинуголь». В 1956—1962 годах — в Днепропетровском горном институте: старший научный сотрудник кафедры открытых горных работ. С 1962 года — в Институте геотехнической механики АН УССР.
Умер 20 апреля 1981 года в городе Днепропетровске.

## Научная деятельность
В сферу научных интересов входили открытые горные работы. Автор 380 научных работ, 15 монографий, 23 книг, 87 изобретений. Подготовил 25 кандидатов наук. Участвовал в создании новых машин и механизмов для шахт и карьеров Кривбасса.

### Научные труды
- Рациональная разработка недр, охрана природы на	карьерах / А. А. Колбасин, Г. Л. Середа, Б. Н. Тартаковский ; др. — М. : Недра, 1983. — 118 с.

## Награды
- Государственная премия УССР в области науки и техники (18 декабря 1972) — за разработку и внедрение прогрессивной технологии получения марганцевой руды открытым способом и горнотехнической рекультивации отработанных земельных массивов в Никопольском бассейне (1958—1970)[2];
- Государственная премия УССР в области науки и техники (13 декабря 1983) — за разработку и широкое промышленное внедрение прогрессивной циклично-поточной технологии на железорудных карьерах Кривбасса[3].